# Schmalkaldische Artikel

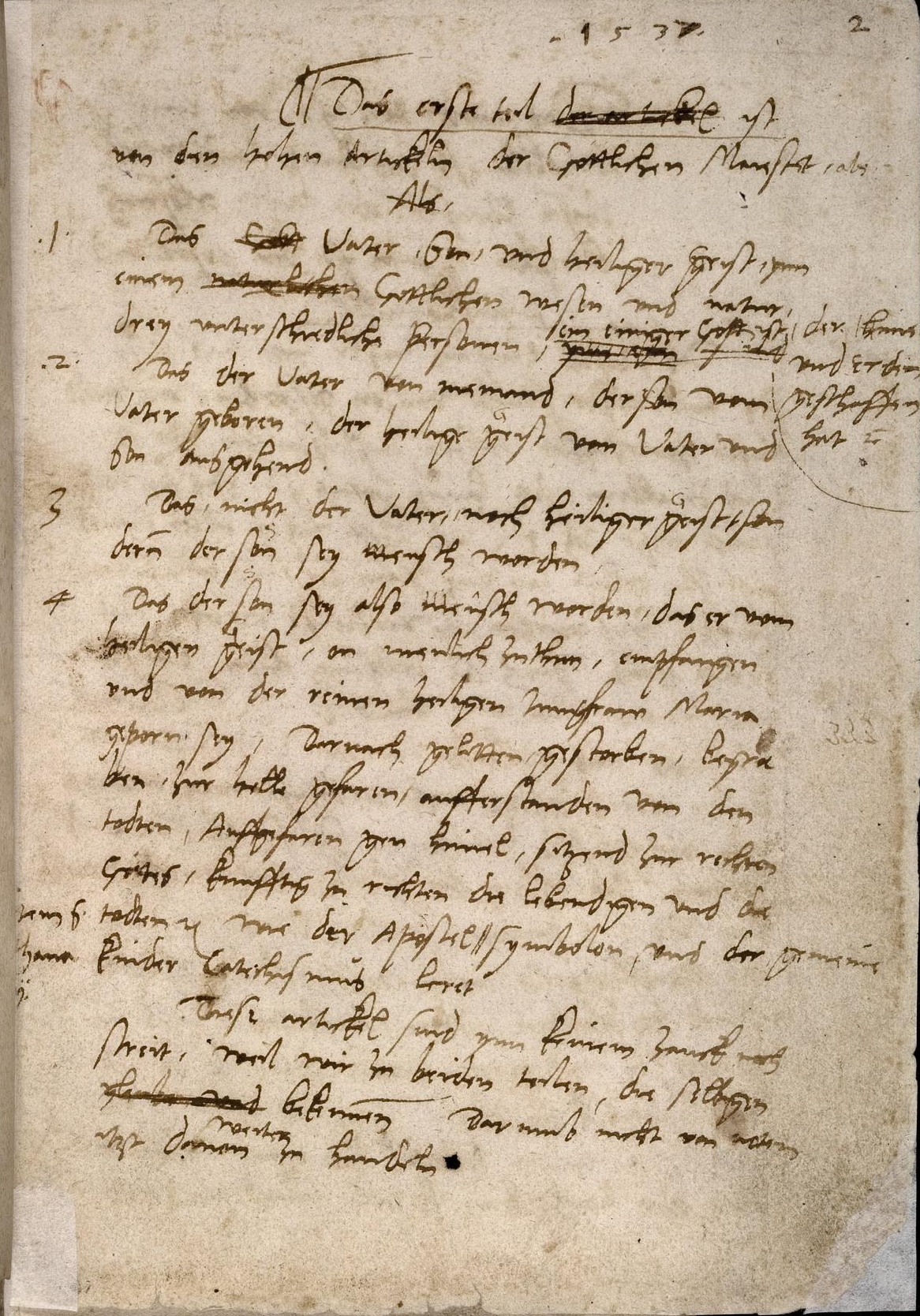
Universitätsbibliothek Heidelberg, Cod. Pal. germ. 423, Fol. 2^{r}.

Die Schmalkaldischen Artikel (Articuli Smalcaldici, Abkürzung: ASm) sind ein in frühneuhochdeutscher Sprache verfasster Text Martin Luthers. Neben dem Kleinen und Großen Katechismus sind die Schmalkaldischen Artikel die einzigen lutherischen Bekenntnisschriften aus seiner Feder.

## Zeitgeschichtlicher Hintergrund
Die Artikel sind eine Auftragsarbeit Martin Luthers für den sächsischen Kurfürsten Johann Friedrich, Anführer des nach der Stadt Schmalkalden benannten Schmalkaldischen Bundes. Dafür gab es zwei Anlässe. Einmal wünschte der Kurfürst im Blick auf Luthers Gesundheitsprobleme eine Zusammenfassung seiner Lehre, die man zukünftig als Luthers theologisches Testament verwenden könnte, wenn Luther selbst für eine Stellungnahme nicht zur Verfügung stände. Zweitens hatte Papst Paul III. mit der Bulle Ad Dominici gregis curam (2. Juni 1536) für den 23. Mai 1537 ein Konzil zu Mantua ausgeschrieben. Kurfürst Johann Friedrich forderte am 30. August 1536 die Wittenberger Theologen auf, jene Artikel aufzulisten, über die auf dem Konzil verhandelt werden sollte, falls die Rahmenbedingungen eine protestantische Teilnahme möglich machen würden. Philipp Melanchthon war abwesend, und es geschah zunächst nichts, so dass die kurfürstliche Anforderung eines Gutachtens bis spätestens zum 25. Januar 1537 am 11. Dezember nochmals und diesmal allein an Luther erging. Luther begann mit der Erstellung eines Textes, der Ende Dezember mit den Wittenberger Theologen abgestimmt werden sollte, wozu Luther einlud. Es kam aber anders, da Luther am 18./19. Dezember mehrere Herzanfälle erlitt und den noch ausstehenden Teil des Textes in knapper Form diktierte. Die beiden Schreiber konnten als Caspar Cruciger und Johann Agricola identifiziert werden. Das Diktat wird, nachdem es sich zunächst im Besitz des Humanisten  Ulrich Fugger befunden hatte und darauf Teil der Bibliotheca Palatina geworden war, heute in der Universitätsbibliothek Heidelberg aufbewahrt (Signatur: Cod. Pal. germ. 423).

## Aufbau
Luther nahm nach den kurfürstlichen Vorgaben eine Dreiteilung vor:
1. Unstrittige Artikel: Trinitätslehre, Menschwerdung, Kreuzigung und Auferstehung Christi gemäß dem Apostolischen und dem Athanasianischen Glaubensbekenntnis.
2. Nicht verhandlungsfähige Artikel: Rechtfertigungslehre, Ablehnung der Messopferlehre mit den damit verbundenen Themenkomplexen (Fegefeuer, Geisterglaube, Wallfahrten, Bruderschaften, Reliquienverehrung, Ablass), Stifte und Klöster in ihrer jetzigen Form (sie sollten in Schulen umgewandelt oder aufgelöst werden), Papsttum.
3. Artikel, über die man verhandeln könne: Erbsündenlehre, Gesetz, Buße, (ab hier: Diktat) Evangelium, Taufe, Abendmahl, Beichte und Absolution, Kirchenbann, Ordination durch Bischöfe, Priesterehe, Kirche, Gerechtigkeit aus Glauben, Klostergelübde, Menschensatzungen.

Im Gegensatz zur Confessio Augustana waren die Schmalkaldischen Artikel nicht auf Konsens, sondern auf Konfrontation ausgerichtet und betonten das, was Luther und seine Parteigänger von der Papstkirche trennte.
Mit seinem Schlusswort gab Luther diesem Text den Charakter eines persönlichen Testaments: „Dis sind die Artikel, darauff ich stehen mus und stehen wil bis inn meinen tod, ob Gott will, Und weis darinne nichts zu endern noch nachzugeben. Wil aber jemand etwas nachgeben, das thue er auff sein gewissen.“ Die Formulierung „Wil aber jemand etwas nachgeben…“ weist aber schon über den persönlichen Glauben Luthers hinaus. Somit sind die Schmalkaldischen Artikel, aufgrund ihrer komplexen Entstehungsgeschichte, eine „Mischform von Privatbekenntnis und evangelischem Allgemeinbekenntnis.“

## Überarbeitung
Um die Jahreswende 1536/37 kamen die Wittenberger Theologen zusammen, um den Text zu beraten. Als Ergänzungen wurde nun im zweiten Teil ein Kapitel über die Anrufung der Heiligen eingefügt. Vor allem wurde folgende Formulierung geändert: im Abendmahl sei „unter Brot und Wein im Abendmahl … der wahrhaftige Leib und Blut Christi“; hier wurde „unter“ gestrichen, möglicherweise auf Initiative Johannes Bugenhagens oder Nikolaus von Amsdorfs. Damit war die in der Wittenberger Konkordie erreichte gemeinsame Position mit den oberdeutschen Theologen, vor allem Martin Bucer, aufgegeben.
Georg Spalatin fertigte eine Reinschrift an, die von den Anwesenden unterschrieben wurde; Melanchthon unterschrieb mit einem Zusatz, in dem er seine abweichende Meinung zum Papstamt formulierte. Dann überreichte Spalatin das Dokument dem Kurfürsten in Torgau (3. Januar 1537), der sich den Inhalt ganz zu eigen machte (er sei „göttlich, christlich und recht“).

## Rezeption

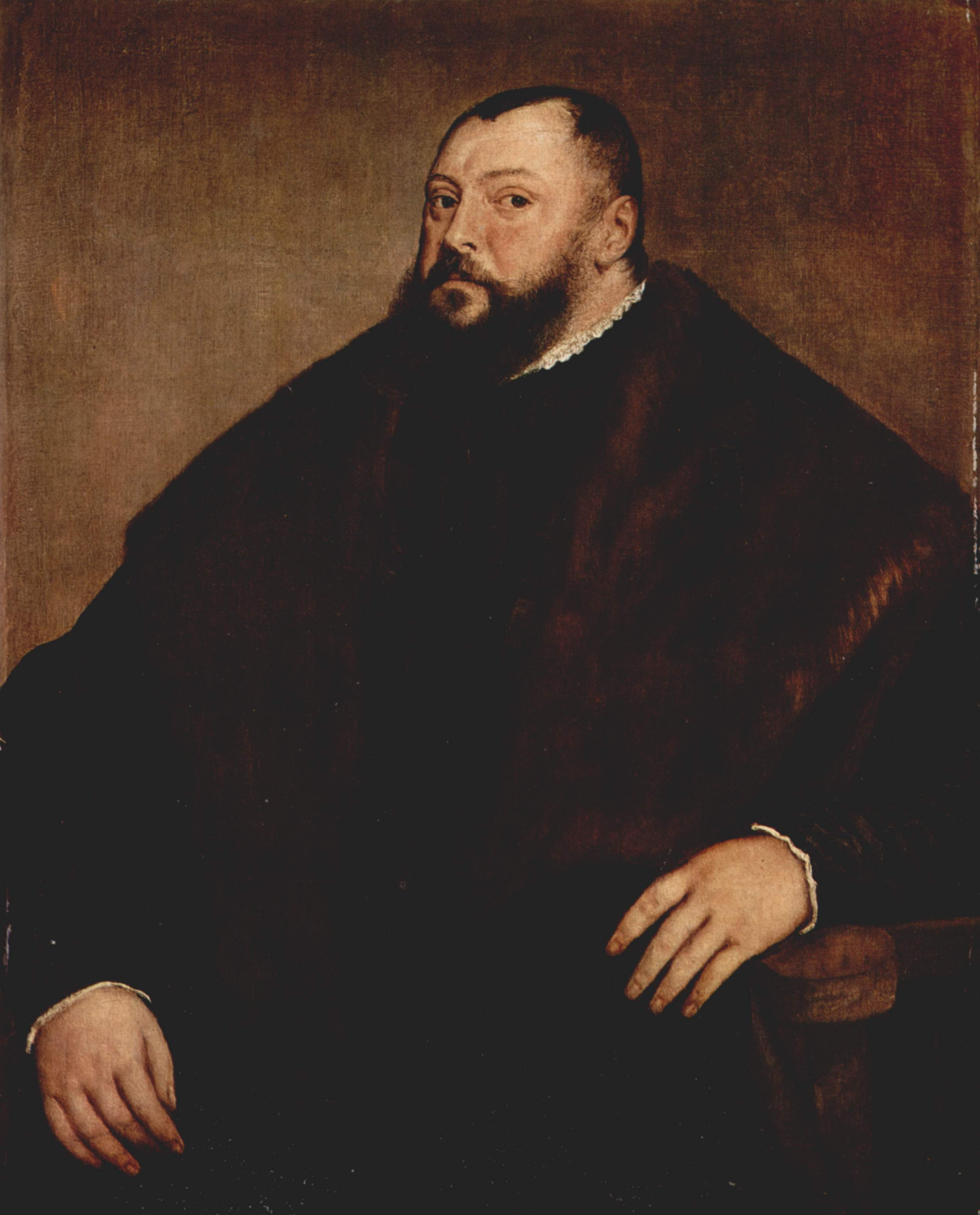
Johann Friedrich I. von Sachsen (Tizian, um 1550, Kunsthistorisches Museum Wien)

Am 10. Februar 1537 begann der Schmalkaldische Bundestag. Melanchthon warnte den Landgrafen Philipp von Hessen noch am 10. Februar, dass die Abendmahlslehre der Schmalkaldischen Artikel für die oberdeutschen Teilnehmer nicht konsensfähig sei und hier Probleme drohten.  Man solle das Augsburger Bekenntnis und seine Apologie zur Grundlage machen, die Schmalkaldischen Artikel dagegen heraushalten. Philipp von Hessen reagierte unverzüglich und informierte die Delegierten aus Straßburg, Augsburg und Ulm. Die Städte stimmten sich ab, Melanchthons Empfehlung zu folgen und die Frage der verhandelbaren und nicht verhandelbaren Punkte bei einem Konzil nicht weiter zu verfolgen. Sie teilten dies als Eingabe den Fürsten mit. Johann Friedrich von Sachsen erkannte nun, dass er die Schmalkaldischen Artikel nicht wie geplant als gemeinsames Glaubensbekenntnis der Verbündeten einbringen konnte;  es wurde auch klar, dass die Stände eine Teilnahme auf dem Konzil in Mantua ablehnten. Luther nahm an den Verhandlungen wegen Krankheit nicht teil; Amsdorff und Bugenhagen erreichten, dass die Schmalkaldischen Artikel beim Abschluss des Bundestags zur Unterschrift vorgelegt wurden. Sie galten aber als Luthers persönliches Glaubensbekenntnis; die Unterschrift war freigestellt. Insgesamt unterschrieben außer den Wittenbergern in Schmalkalden 25 weitere Theologen, und einige zusätzliche Unterschriften kamen auf dem Rückweg in Erfurt hinzu (unter anderem von Johannes Lang). Ambrosius Blarer aus Konstanz, Martin Bucer aus Straßburg, Paulus Fagius aus Isny, Johannes Fontanus aus Niederhessen und Bonifacius Wolfhart aus Augsburg unterschrieben die Schmalkaldischen Artikel nicht.
Die weitere Geschichte der Schmalkaldischen Artikel war davon geprägt, dass der sächsische Kurfürst diesen Text sehr schätzte. Die Unterschriften wurden behandelt, als seien sie nicht unter einen persönlichen Text Luthers, sondern unter ein Konsensdokument erfolgt. Luther ließ die Schmalkaldischen Artikel 1538 in Wittenberg mit einer Vorrede drucken (weitere Drucke, auch von Übersetzungen ins Lateinische und Englische, folgten).
Eine überarbeitete und erweiterte Fassung der Schmalkaldischen Artikel fertigte Luther 1543 für den Kurfürsten an, der diese Version drucken und binden ließ und zum Reichstag zu Speyer 1544 mitnahm. 1546 verstarb Luther; im Schmalkaldischen Krieg unterlagen die Protestanten, was für Johann Friedrich von Sachsen den Verlust seiner Kurwürde und eine mehrjährige Haft zur Folge hatte. Nach seiner Freilassung ließ er 1553 die Schmalkaldischen Artikel mit einer neuen Vorrede der Weimarer Hofprediger Johann Stoltz und Johann Aurifaber in Magdeburg drucken. Zeitbedingt bezogen diese beiden Theologen darin gegen Andreas Osianders Rechtfertigungslehre Position. In seinem Testament verpflichtete Johann Friedrich seine drei Söhne, die Schmalkaldischen Artikel neben der Confessio Augustana in ihren Territorien zur Lehrgrundlage der lutherischen Kirche zu machen.
In der Folgezeit galten die Schmalkaldischen Artikel allgemein als die letztgültige, einprägsam formulierte Fassung von Luthers Theologie. Als solche wurden sie in den Kirchenordnungen von Mecklenburg (1552), Pfalz-Zweibrücken (1557), Oldenburg (1573) und Lippe (1571) genannt – in Lippe allerdings als Kommentar zur Confessio Augustana. In den innerlutherischen Streitigkeiten nutzten die Gnesiolutheraner die Schmalkaldischen Artikel, um damit Versuche der Melanchthonanhänger (Philippisten) abzuwehren, die Abendmahlslehre der Wittenberger Konkordie nachträglich in den Text der Confessio Augustana zu integrieren und dieses Dokument damit im Sinne der oberdeutschen Theologen zu interpretieren (CA Variata).
Das Konkordienbuch enthält die Schmalkaldischen Artikel in der Fassung von 1555, aber durch Abgleich mit dem Erstdruck von 1538 wurden nachträgliche, unautorisierte Textänderungen korrigiert. Das lateinische Konkordienbuch (1580) bietet eine Übersetzung durch Nikolaus Selnecker.

## Textausgabe
- Die Bekenntnisschriften der Evangelisch-Lutherischen Kirche (BSLK). Vollständige Neuedition, hrsg. von Irene Dingel im Auftrag der EKD. Vandenhoeck & Ruprecht, Göttingen 2014. ISBN 978-3-525-52104-5. Darin: Die Schmalkaldischen Artikel, bearbeitet von Klaus Breuer und Hans-Otto Schneider, S. 713–788.

## Sekundärliteratur
- Klaus Breuer: Schmalkaldische Artikel. In: Theologische Realenzyklopädie (TRE). Band 30, de Gruyter, Berlin / New York 1999, ISBN 3-11-016243-1, S. 214–221.
- Werner Führer: Die Schmalkaldischen Artikel (= Kommentare zu Schriften Luthers. Band 2). Mohr Siebeck, Tübingen 2009. ISBN 978-3-16-149736-0.
- Christopher Spehr: Martin Luther und sein Schmalkaldisches Bekenntnis. In: Lutherjahrbuch 83 (2016), S. 35–54.